# Comuna Kostanjevica na Krki
Comuna Kostanjevica na Krki (în slovenă Kostanjevica na Krki) este o comună din Slovenia. Reședința sa este localitatea Kostanjevica na Krki.

## Localități
Avguštine, Dobe, Dobrava pri Kostanjevici, Dolnja Prekopa, Dolšce, Črešnjevec pri Oštrcu, Črneča vas, Globočice pri Kostanjevici, Gornja Prekopa, Grič, Ivanjše, Jablance, Karlče, Kočarija, Koprivnik, Kostanjevica na Krki, Male Vodenice, Malence, Orehovec, Oštrc, Podstrm, Ržišče, Sajevce, Slinovce, Velike Vodenice, Vrbje, Vrtača, Zaboršt